# شارلوته هولمز
شارلوته هولمز (بالإنجليزية: Charlotte Holmes)‏ هي عارضة بريطانية، ولدت في 29 سبتمبر 1988 في هامرسميث في المملكة المتحدة.

## وصلات خارجية
- الموقع الرسمي
- شارلوته هولمز على موقع IMDb (الإنجليزية)